# L'Outsider (film, 2016)
Pour les articles homonymes, voir L'Outsider.
Pour plus de détails, voir Fiche technique et Distribution.
L'Outsider est un film français réalisé par Christophe Barratier, sorti en 2016. Il met en scène Arthur Dupont, François-Xavier Demaison et Sabrina Ouazani. Le film relate l'histoire de Jérôme Kerviel, de son embauche à la Société générale jusqu'à la crise financière de la banque en janvier 2008, où Kerviel est considéré responsable de la perte de 4,9 milliards d'euros.

## Synopsis
Jérôme Kerviel intègre la Société générale en 2000. Il travaille au middle office, au service des traders. Rapidement, il intègre la mythique salle des marchés. Il devient alors l'assistant du desk de Fabien Keller, qui fait de lui un trader et lui apprend la spéculation boursière et la dissimulation de ses profits. Kerviel va se prendre au jeu et risquer chaque jour un peu plus d’argent, sans jamais inquiéter ses supérieurs.

## Fiche technique
Sauf indication contraire, les informations mentionnées dans cette section peuvent être confirmées par la base de données cinématographiques IMDb,  présente dans la section « Liens externes ».
- Titre original : L'Outsider
- Titre de travail : L'esprit d'équipe[1]
- Réalisation : Christophe Barratier
- Scénario : Christophe Barratier et Laurent Turner, d'après L'Engrenage : mémoires d'un trader de Jérôme Kerviel
- Décors : Émile Ghigo
- Costumes : Jean-Daniel Vuillermoz
- Photographie : Jérôme Almeras
- Montage : Yves Deschamps
- Musique : Philippe Rombi
- Production : Jacques Perrin, Nicolas Mauvernay

Producteurs associés : Jean Labadie, Jérôme Corcos, Stéphane Simon et Christophe Barratier
- Sociétés de production : Galatée Films, France 2 Cinéma, Gecko Films, Outside Films, Logline Studios, en association avec Cinéventure 1
- Société de distribution : Le Pacte (France)
- Budget : 8 millions d'euros[2]
- Pays de production :  France
- Langue originale : Français
- Format : Couleur
- Genre : Thriller, biopic
- Durée : 117 minutes
- Date de sortie[1] :
  - France : 22 juin 2016

## Distribution
- Arthur Dupont : Jérôme Kerviel
- François-Xavier Demaison : Fabien Keller
- Sabrina Ouazani : Sofia
- Tewfik Jallab : Samir
- Thomas Coumans : Mathieu Priester
- Sören Prévost : Benoit Froger
- Franz-Rudolf Lang : Sébastien Mangelle
- Luc Schiltz : Colin Blake
- Mhamed Arezki : Nouredine
- Ambroise Michel : Tiago
- Benjamin Ramon : Ben
- Stéphane Bak : Jules
- Mas Belsito : Lulu
- Roby Schinasi : Frédéric Bourboulon
- Sophie-Charlotte Husson : Valérie Casanova
- Steve Driesen : Jean-Pierre Kaplan

## Production

### Genèse et développement
Le film s'inspire de l'histoire de Jérôme Kerviel ainsi que de son livre L'Engrenage : mémoires d'un trader, publié en 2010. Le film est initialement développé sous le titre L'esprit d'équipe. Le réalisateur Christophe Barratier arrive sur le projet grâce à son ami producteur Jérôme Corcos, qui lui présente ensuite Jérôme Kerviel. Ce dernier se confiera longuement à Christophe Barratier : « Sans rien connaître à la finance, j'entrais dans ce monde de la meilleure façon qui soit : non pas pour enfoncer des portes ouvertes sur le mode : « La finance c’est sale, elle est devenue folle et elle pervertit le monde », mais pour répondre à la question : Comment se sont mis en place les éléments qui ont conduit au drame ? J’ai immédiatement perçu le côté thriller ». Le réalisateur fait ensuite appel à son oncle, Jacques Perrin : « Jacques aime ce genre de projets à risque. Quand il est convaincu, les difficultés le galvanisent ».
Christophe Barratier s'est par ailleurs beaucoup documenté sur le sujet :

« J'ai lu de façon exhaustive tout ce que je pouvais trouver sur l’affaire y compris les ouvrages plutôt à charge contre Jérôme Kerviel, comme ceux d’Hugues Le Bret ou Pierre-Antoine Delhommais. Puis, j’ai retracé la chronologie du parcours de Kerviel de sa naissance jusqu’au temps présent. C’est là que j’ai cadré la temporalité du script : il commencerait de l’entrée à la SG en 2000 pour se terminer le jour de l’éclatement de l’affaire. (...) On pensait que ce serait difficile mais pas à ce point. Après une année consacrée à l’écriture de la V1 du script, nous en avons passé trois durant lesquelles nous avons rencontré tant d’obstacles qu’on aurait dû se décourager. Mais notre foi était inébranlable. »

### Distribution
François-Xavier Demaison, qui incarne ici le mentor blasphémateur de Kerviel, ce mentor étant selon l'acteur « un mélange de plusieurs personnes qui ont existé, mais c'est surtout celui qui permet au spectateur d'apprendre les ficelles en même temps que le héros du film », La Tribune affirme pour sa part qu'il est surtout inspiré d'un manager de Jérôme Kerviel, Alain Declerck, celui-ci ayant pourtant dénoncé une première faute de Kerviel en 2005 et ayant quitté la Société Générale avant les activités frauduleuses de Kerviel ayant entraîné des pertes massives. François-Xavier Demaison a réellement travaillé dans la finance comme avocat fiscaliste, jusqu'aux attentats du 11 septembre 2001, qui l'ont décidé à revenir à son amour du théâtre.

## Bande originale
Sauf indication contraire ou complémentaire, les informations mentionnées dans cette section proviennent du générique de fin de l'œuvre audiovisuelle présentée ici.
- Tu Che Mi Fai Piangere de Mario Bonavita (it) et Vittorio Mascheroni.
- Watch and Learn par Marcus Killian Thompson.
- Le Messie de Georg Friedrich Haendel de 1741.
- Générique de Zorro.
- Fantasy.

Musiques non mentionnées dans le générique
Par Philippe Rombi :
- Ouverture, durée : 3 min 25 s.
- Les Tours, durée : 1 min 18 s.
- Le Premier Jour, durée : 1 min 51 s.
- Le Temps Passe, durée : 1 min 12 s.
- Nuit sur le Desk, durée : 57 s.
- Sofia, durée : 1 min 8 s.
- Premier Spiel, durée : 1 min 46 s.
- Buy! Buy!, durée : 1 min 30 s.
- Évocation 11/09, durée : 1 min 16 s.
- Mort du Père, durée : 3 min 7 s.
- Rapprochement, durée : 59 s.
- L'Engrenage, durée : 1 min 49 s.
- Le Pardon, durée : 2 min 3 s.
- Lâcher la Terre, durée : 1 min 47 s.
- Crise en Haut Lieu, durée : 2 min 34 s.
- Le Tout pour le Tout, durée : 5 min 47 s.
- Dernier Week-end, durée : 2 min 53 s.
- Révélations, durée : 1 min 36 s.
- C'est Fini, durée : 1 min 12 s.
- Final et Générique fin, durée : 6 min 45 s.

## Accueil

### Accueil critique
Note : Chaque magazine ou journal ayant son propre système de notation, toutes les notes attribuées sont remises au barème d'Allociné, de 1 à 5 étoiles.
Le film est majoritairement bien accueilli par la presse à sa sortie.
Alain Grasset, du journal Le Parisien, qualifie le film de réussite, où Christophe Barratier a su vulgariser l'histoire bancaire tout en s'attachant à l'humain avec l'évolution du personnage joué par Arthur Dupont.
Plusieurs journalistes, dont Thomas Sotinel du journal Le Monde, reprochent toutefois au film de « livrer un plaidoyer en faveur de Jérôme Kerviel sans éclairer les mécanismes de sa chute », où finalement le spectateur n'apprend que peu de choses sur le système bancaire selon Sotinel.

### Box-office
Il se hisse en seconde position du box-office français pour le premier jour d'exploitation avec 11 954 entrées. Le film est cependant loin derrière le film d'animation Le Monde de Dory, à près de 195 000 entrées. Le film n'est classé que 6e lors de sa première semaine d'exploitation, avec 131 568 entrées.
Le film rapporte finalement 1,8 million d'euros au box-office en France, avec environ 283 000 entrées, loin des 8 millions d'euros du budget,.